# Медведська сільська рада (Тоцький район)
Медве́дська сільська рада (рос. Медведский сельский совет) — сільське поселення у складі Тоцького району Оренбурзької області Росії.
Адміністративний центр та єдиний населений пункт — село Медведка.

## Населення
Населення — 374 особи (2019; 440 в 2010, 505 у 2002).